# Deutsche Luftsportverband

Emblema della Deutsche Luftsportverband.

La Deutsche Luftsportverband, abbreviata DLV e. V. (in tedesco Federazione sportiva aerea tedesca), era una associazione paramilitare clandestina che operava nelle scuole di volo fondata nel marzo 1933 dal Partito Nazionalsocialista Tedesco dei Lavoratori (NSDAP) per la formazione dei piloti militari da impiegare nella futura Luftwaffe. La presidenza dell'associazione venne affidata ad Hermann Göring mentre al posto di vicepresidente venne insediato Ernst Röhm.